# César Mora Moreau
César Mora Moreau (Barranquilla, 26 de diciembre de 1995) es un escritor colombiano. En 2018 fue finalista del V Premio de Novela Corta organizado por la Pontificia Universidad Javeriana y en 2019 fue ganador del Premio de Novela Distrito de Barranquilla. Ha escrito las novelas Al final, el océano y Siempre nos quedará Bogotá, así como el libro de cuentos Alas para lanzarme de un puente y volar, ganador en 2020 del Portafolio de Estímulos de la Secretaría de Cultura de Barranquilla en la categoría de narrativa. Textos suyos han sido publicados en periódicos como El Heraldo y El Espectador y en revistas electrónicas. Ha sido traducido al inglés e italiano.

## Obras

### Novela
- Siempre nos quedará Bogotá (2018)
- Al final, el océano (Ediciones Exilio, 2019)

### Cuento
- Alas para lanzarme de un puente y volar (Editorial Escarabajo, 2021)
- Mi voz en tu oído (En Buscando la Voz. El Ecocampus Ideal, Editorial Universidad del Norte,[10] 2021)
- Mascarada (En Mientras haya cuentos, Sílaba Editores,[11] 2013)

### Libros de investigación
- Los trabajadores colombianos del cine internacional. Coautor (Editorial Universidad Externado de Colombia,[12] 2021)

### Capítulos de libro
- The transformation of a Disney Princess into its parodic meme: A case study of the cultural transduction of the Cenicienta costeña. Coautor (En Retelling Cinderella: Cultural and Creative Transformations[13], Cambridge Scholars Publishing, 2020)